# Museum voor Spontane Kunst
Het Museum voor Spontane Kunst (Frans: Musée d'Art spontané) is een museum in Schaarbeek, in het Brussels Hoofdstedelijk Gewest.
Het museum toont onconventionele schilderijen en beelden waarin is afgezien van geëffende paden of esthetische vooroordelen. De werken zijn daarom niet in te delen onder academische stromingen. Dit wordt door het museum samengevat als spontane kunst.
Het museum heeft een collectie van meer dan tweehonderd kunstwerken waarvan er permanent rond vijftig via een wisselend systeem staan opgesteld. De kunstwerken variëren van volkskunst en naïeve kunst tot art brut.
Het museum is geopend van dinsdag tot zaterdag van 13:00 tot 17:00. 